# Campeonato Mundial de CWE
El Campeonato Mundial de CWE, es un campeonato de lucha libre profesional que se disputa en la promoción Costa Rica Wrestling Embassy (CWE). El Campeonato Mundial de CWE junto con el Campeonato Nacional de CWE son los únicos campeonatos que tiene la empresa.

## Historia
Tras la consolidación de la promoción CMLL Costa Rica (actual CWE), el 17 de junio de 2015 se dio el anuncio de la creación del Campeonato de CMLL Costa Rica o Campeonato Nacional (de Costa Rica) versión Consejo Mundial de Lucha Libre; asimismo se anunció la realización de un torneo, con el objetivo de coronar al primer campeón.
Tras la finalización del acuerdo que se mantenía con CMLL (Consejo Mundial de Lucha Libre), el día 18 de diciembre de 2016, el Campeonato de CMLL Costa Rica, es renombrado como Campeonato de CWE. El día 11 de marzo de 2017, el Campeonato de CWE es renombrado como Campeonato Mundial de CWE, presentándose además un nuevo diseño del cinturón.  

## Torneo por el título
El torneo para definir al primer campeón de CMLL Costa Rica dio inicio el día 27 de junio de 2015. La final se llevó a cabo el día 17 de octubre de 2015.
|  | Cuartos de final | Cuartos de final  | Cuartos de final  |         |     | Semifinales | Semifinales       | Semifinales |  |  | Final | Final | Final |  |
|  |                  |                   |                   |         |     |             |                   |             |  |  |       |       |       |  |
|  |                  |                   |                   |         |     |             |                   |             |  |  |       |       |       |  |
|  | 1                | Luis Carlos Monge |                   |         |     |             |                   |             |  |  |       |       |       |  |
|  | 1                | Luis Carlos Monge |                   |         |     |             |                   |             |  |  |       |       |       |  |
|  | 8                | Epidemia          |                   |         |     |             |                   |             |  |  |       |       |       |  |
|  | 8                | Epidemia          | Luis Carlos Monge |         |     |             |                   |             |  |  |       |       |       |  |
|  |                  |                   |                   |         |     |             |                   |             |  |  |       |       |       |  |
|  |                  |                   | Steven King       |         |     |             |                   |             |  |  |       |       |       |  |
|  | 5                | Steven King       |                   |         |     |             |                   |             |  |  |       |       |       |  |
|  | 5                | Steven King       |                   |         |     |             |                   |             |  |  |       |       |       |  |
|  | 4                | Cyrcus Clown      |                   |         |     |             |                   |             |  |  |       |       |       |  |
|  | 4                | Cyrcus Clown      |                   |         |     |             | Luis Carlos Monge |             |  |  |       |       |       |  |
|  |                  |                   |                   |         |     |             |                   |             |  |  |       |       |       |  |
|  |                  |                   | Escualo           | Escualo | Pin |             |                   |             |  |  |       |       |       |  |
|  | 3                | Brujo             | Escualo           | Escualo | Pin |             |                   |             |  |  |       |       |       |  |
|  | 3                | Brujo             |                   |         |     |             |                   |             |  |  |       |       |       |  |
|  | 6                | Kaiser            |                   |         |     |             |                   |             |  |  |       |       |       |  |
|  | 6                | Kaiser            | Kaiser            |         |     |             |                   |             |  |  |       |       |       |  |
|  |                  |                   |                   |         |     |             |                   |             |  |  |       |       |       |  |
|  |                  |                   | Escualo           |         |     |             |                   |             |  |  |       |       |       |  |
|  | 7                | Escualo           |                   |         |     |             |                   |             |  |  |       |       |       |  |
|  | 7                | Escualo           |                   |         |     |             |                   |             |  |  |       |       |       |  |
|  | 2                | Ares              |                   |         |     |             |                   |             |  |  |       |       |       |  |
|  | 2                | Ares              |                   |         |     |             |                   |             |  |  |       |       |       |  |
|  |                  |                   |                   |         |     |             |                   |             |  |  |       |       |       |  |

## Campeones

### Lista de campeones mundiales
| Reinado | Luchador       | N.º | Fecha                   | Días | Lugar                  | Evento                         | Notas |
| ------- | -------------- | --- | ----------------------- | ---- | ---------------------- | ------------------------------ | --- |
| 1       | Escualo        | 1   | 17 de octubre de 2015   | 248  | Desamparados, San José | El Origen                      | Primer campeón de CMLL Costa Rica |
| 2       | Kaiser         | 1   | 25 de junio de 2016     | 98   | Desamparados, San José | Devastación I                  | |
| 3       | Epidemia       | 1   | 1 de octubre de 2016    | 14   | Desamparados, San José | El Origen                      | |
| 4       | Kaiser         | 2   | 15 de octubre de 2016   | 147  | Desamparados, San José | El Origen                      | Durante su reinado, el campeonato CMLL Costa Rica, fue renombrado como el Campeonato de CWE. |
| 5       | Steven King    | 1   | 11 de marzo de 2017     | 76   | Desamparados, San José | 3° Aniversario de CWE          | Derrotó a Kaiser (C), y Zack Sabre Jr., en una triple amenaza de eliminación, para convertirse en el nuevo Campeón Mundial de CWE; en dicha lucha se presentó un nuevo diseño de cinturón, y el Campeonato de CWE, pasó a denominarse Campeonato Mundial de CWE. |
| 6       | Kaiser         | 3   | 27 de mayo de 2017      | 54   | Zapote, San José       | II Batalla Real CWE            | Derrotó a Steven King para convertirse en nuevo y primer 3 veces campeón CWE |
| 7       | Escualo        | 2   | 22 de julio de 2017     | 120  | Desamparados, San José | El Origen 47                   | Derrotó a Kaiser para coronarse 2 veces Campeón Mundial de CWE, luego de una interferencia de Richard Evans, que provocó la derrota de Kaiser. |
| 8       | Ares           | 1   | 23 de noviembre de 2017 | 258  | Los Yoses, San José    | CWE Live: De Dos a Tres Caídas | Derrotó a Escualo para coronarse por primera vez Campeón Mundial CWE |
| 9       | Joe Kim        | 1   | 11 de agosto de 2018    | 102  | Desamparados, San José | Devastación III                | Derrotó a Ares, luego de solicitar su lucha de campeonato ganada en Batalla Real 2018 |
| 10      | Okumura        | 1   | 16 de diciembre de 2018 | 233  | Desamparados, San José | Transición                     | Derrotó a Joe Kim, luego de que el Cónsul Gabriel le diera la oportunidad. |
| 11      | Einar          | 1   | 10 de agosto de 2019    | 185  | Desamparados, San José | Devastación IV                 | Derrotó a Okumura para convertirse por primera vez Campeón Mundial |
| 12      | Kaiser         | 4   | 15 de febrero de 2020   | 71   | Desamparados, San José | El Origen 120                  | Derrotó a Einar, luego de reclamar su oportunidad titular cuando derrotó a Ares en Devastación IV. Importante: Oficialmente el reinado cuenta como activo del 15 de febrero al 14 de marzo de 2020 y reinicia a contabilizar a partir del 6 de febrero de 2021   |
| 13      | Ary Bradford   | 1   | 20 de marzo de 2021     | 273  | Desamparados, San José | 7.º Aniversario                | Derrotó a Kaiser para convertirse por primera vez Campeón Mundial CWE |
| 14      | Perro de Traba | 1   | 18 de diciembre de 2021 | 91   | Desamparados, San José | Transición 2021                | Derrotó a Ary Bradford para convertirse por primera vez Campeón Mundial CWE |
| 15      | Einar          | 2   | 19 de marzo de 2022     | 42   | Desamparados, San José | 8.º Aniversario                | Derrotó a Perro de Traba para convertirse por segunda vez Campeón Mundial CWE |
| 16      | Ary Bradford   | 1   | 30 de abril de 2022     | 1055 | Desamparados, San José | El Origen 153                  | Derrotó a Einar para convertirse por segunda vez Campeón Mundial CWE y el Campeonato Nacional de CWE estaba en juego |
| 17      | Einar          | 3   | 18 de junio de 2022     | 17   | Desamparados, San José | Batalla Real 2022              | Einar derrotó a Steven King en una lucha de 4 esquinas |
| 18      | Rocky Romero   | 1   | 30 de agosto de 2022    | 137  | Desamparados San José  | Devastación VI                 | Derrotó a Einar (c) y Ary Bradford para convertirse en Campeón Mundial ppr primera vez |
| 19      | Ryan Grace     | 1   | 14 de enero de 2023     | 249  | Desamparados, San José |                                | |
| 20      | Hieronymus     | 1   | 23 de setiembre de 2023 | 2    | Turrialba, San José    |                                | |

Lista de campeones nacionales
| Luchador     | N.º | Fecha                    | Días  | Lugar                  | Evento                 | Notas |
| ------------ | --- | ------------------------ | ----- | ---------------------- | ---------------------- | --- |
| Cyrkus Clown | 1   | 5 de agosto de 2017      | 55    | Zapote, San José       | Devastación II         | Cyrkus se coronó 1.er campeón nacional tras derrotar en triple amenaza a Ary Bradford y Al Junior                                                              |
| Ary Bradford | 1   | 30 de septiembre de 2017 | 154   | Desamparados, San José | Independencia          | Derrotó a Cyrkus Clown |
| Brujo        | 1   | 4 de marzo de 2018       | 434   | Zapote, San José       | 4.º Aniversario        | Derrotó al Toro Bradford para coronarse por primera vez Campeón Nacional                                                                                       |
| Sky Drako    | 1   | 18 de mayo de 2019       | 137   | Desamparados, San José | Batalla Real 2019      | Derrotó a Brujo para coronarse por primera vez Campeón Nacional                                                                                                |
| Voltio       | 1   | 5 de octubre de 2019     | 160   | Desamparados, San José | Origen #112            | Derrotó a Sky Drako para coronarse por primera vez Campeón Nacional                                                                                            |
| Ares         | 1   | 14 de marzo de 2020      | 21    | Desamparados, San José | Origen #121            | Derrotó a Voltio en el Origen #121: A Puerta Cerrada en la lucha estelar Importante: el reinado de Ares se inicia a contabilizar desde el 6 de febrero de 2021 |
| Einar        | 1   | 27 de febrero de 2021    | 7     | Desamparados, San José | Origen #126            | Derrotó a Ares en el Origen #126 en la lucha estelar |
| Ryan Grace   | 1   | 6 de marzo de 2021       | 210   | Desamparados, San José | Origen #127            | Derrotó a Einar por interfencia de Ares |
| Netflyte     | 1   | 2 de octubre de 2021     | 112   | Desamparados, San José | CWE Independencia 2021 | Derrotaron a Ryan Grace y a Steve King en el CWE Independencia 2021 en la lucha estelar                                                                        |
| Ary Bradford | 2   | 22 de enero de 2022      | 1153+ | Desamparados, San José | CWE Noche de Campeones | Derrotaron a Netflyte, Escualo y a Fash Vercetti en el CWE Noche de Campeones                                                                                  |
| Hieronymus   | 1   | 18 de junio de 2022      | 18    | Desamparados, San José | Batalla Real 2022      | Hieronymus derrotó a Ary Bradford en una lucha de 4 esquinas                                                                                                   |
| Selvático    | 1   | 15 de abril de 2023      | 160   | Desamparados, San Jose |                        | |
|              |     |                          |       |                        |                        | |

### Total de días con el título
La siguiente lista muestra la cantidad total de días que cada luchador entre el total de sus reinados ha poseído el título de CWE Costa Rica:
| N.º | Campeón      | N° de Reinados | Total de días |
| --- | ------------ | -------------- | ------------- |
| 1   | Kaiser       | 4              | 370           |
| 2   | Escualo      | 2              | 368           |
| 3   | Ares         | 1              | 258           |
| 4   | Okumura      | 1              | 233           |
| 5   | Einar        | 1              | 185           |
| 6   | Joe Kim      | 1              | 102           |
| 7   | Steven King  | 1              | 75            |
| 8   | Epidemia     | 1              | 14            |
| 9   | Ary Bradford | 1              | 7             |

| Campeón GrandSlam CWE | Fecha de Obtención    |
| --------------------- | --------------------- |
| Ares                  | 14 de marzo de 2021   |
| Einar                 | 27 de febrero de 2021 |
| Ary Bradford          | 20 de marzo de 2021   |